# Vincent Hoppezak
Vincent Hoppezak (Capelle aan den IJssel, 2 febbraio 1999) è un pistard e ciclista su strada olandese che corre per il team BEAT Cycling.
Specialista della pista, nel 2021 ha vinto la medaglia d'argento nello scratch ai campionati europei e la medaglia di bronzo nella corsa a punti ai campionati del mondo.

## Palmarès

### Pista
- 2016 (Juniores)

Campionati olandesi, Omnium Junior
Campionati olandesi, Chilometro a cronometro Junior
- 2019

Campionati olandesi, Inseguimento a squadre (con Casper van Uden, Enzo Leijnse, Maikel Zijlaard e Philip Heijnen)
- 2021

Grand Prix Olomouckého Kraje, Scratch
Grand Prix Olomouckého Kraje, Americana (con Philip Heijnen)
Grand Prix Prostějov, Americana (con Philip Heijnen)
- 2022

Campionati olandesi, Omnium
D6 Cycling Night, Americana (con Yoeri Havik)
D6 Cycling Night, Corsa a eliminazione
- 2025

Campionati europei, Americana

### Strada
- 2016 (Juniores)

1ª tappa, 2ª semitappa Coupe du Président de la Ville de Grudziądz (Jabłonowo Pomorskie > Jabłonowo Pomorskie)

#### Altri successi
- 2016 (Juniores)

Classifica giovani Ster van Zuid-Limburg

## Piazzamenti

### Competizioni mondiali
- Campionati del mondo su pista

Roubaix 2021 - Corsa a punti: 3º
Saint-Quentin-en-Yvelines 2022 - Omnium: 9º

### Competizioni europee
- Campionati europei su pista

Fiorenzuola d'Arda 2020 - Velocità a squadre Under-23: 8º
Fiorenzuola d'Arda 2020 - Scratch Under-23: 4º
Fiorenzuola d'Arda 2020 - Corsa a punti Under-23: 11º
Fiorenzuola d'Arda 2020 - Americana Under-23: 8º
Apeldoorn 2021 - Scratch Under-23: 4º
Apeldoorn 2021 - Americana Under-23: 3º
Grenchen 2021 - Scratch: 2º
Monaco di Baviera 2022 - Corsa a punti: 3º
Heusden-Zolder 2025 - Scratch: 2º
Heusden-Zolder 2025 - Americana: vincitore